# Fariba Karimi
Fariba Karimi (geboren 1981 in Teheran, Iran) ist eine Physikerin und Hochschullehrerin in Österreich  mit Forschungsschwerpunkten in den Bereichen computergestützte Sozialwissenschaften, Analyse von Netzwerken und Algorithmen sowie Modellierung menschlichen Verhaltens. 

## Leben
Fariba Karimi studierte Physik an der Universität Schiras, der Schahid-Beheschti-Universität in Teheran und an der Universität Lund in Schweden Von 2011 bis 2015 promovierte sie an der Universität Umeå in Schweden zu komplexen Systemen in der Physik. Titel ihrer Thesis bei den Betreuern Petter Holme und Martin Rosvall war „Tightly knit: spreading processes in empirical temporal networks“. Sie hatte Forschungsaufenthalte an der Keio University in Japan (Oktober 2018), am Integrated Science Laboratory (Icelab) in Schweden, dem Department of Applied Mathematics and Computer Science (DTU) in Dänemark und der ISI-Foundation in Italien. Am GESIS – Leibniz-Institut für Sozialwissenschaften in Köln hatte sie von 2015 bis 2021 eine Postdoc-Stelle in der Abteilung für Computational Social Sciences.
Im Januar 2023 wurde sie auf eine Tenure-Track Assistenzprofessur für Complexity Science for Societal Good in der neuen Research Unit for Data Science an der TU Wien berufen. Im März 2023 übernahm sie zusätzlich die Leitung der Forschungsgruppe Algorithmic Fairness am Complexity Science Hub Vienna (CSH) in Wien.
Seit Oktober 2023 ist sie Professorin am Institute of Interactive Systems and Data Science der TU Graz und führt parallel ihre Arbeit am Complexity Science Hub fort.

## Forschungsschwerpunkte
Karimi verwendet Methoden der statistischen Physik und der Netzwerkforschung, um damit verbesserte oder neuartige Modelle gesellschaftlicher Netzwerke zu erzeugen. Damit untersucht sie Fragen der computergestützten Sozialwissenschaften, analysiert Netzwerke sowie Algorithmen und modelliert menschliches Verhalten. Themen sind dabei Ungleichheit in Netzwerken und Bias in Systemen mit Künstlicher Intelligenz sowie der Einfluss Künstlicher Intelligenz auf Diskriminierung in sozialen Online-Netzwerken.
Sie erforscht insbesondere Gender-Ungleichheiten in Kollaborations- oder Zitier-Netzwerken sowie die Sichtbarkeit von Minderheiten und marginalisierten Gruppen in sozialen und technischen Systemen, außerdem die Stichprobennahme in schwer zugänglichen Gruppen. Sie untersucht verschiedene Prozesse, beispielsweise das Entstehen von Kultur in Wikipedia oder die Ausbreitung von Informationen und Normen. Ihre Werkzeuge dabei sind mathematische Modelle, digitale Ablaufverfolgung und Online-Experimente.

## Preise und Auszeichnungen
- 2022: EU Horizon Grant für ein Projekt zu multi-criteria fairness in AI systems, gemeinsam mit einem Team internationaler Forscher[8]
- 2023: Young Scientist Award for Socio- and Econophysics der Deutschen Physikalischen Gesellschaft (DPG) für ihre Forschung über Ungleichheit in komplexen Netzwerken[9][5]
- 2024: ERC Starting Grant für das Projekt „Network Fairness: A novel complex network approach for tackling inequalities in society and algorithms“[10][7]

## Publikationen (Auswahl)

### Buchbeiträge
- Fariba Karimi, Petter Holme: A Temporal Network Version of Watts’s Cascade Model. In: Petter Holme, Jari Saramäki (Hrsg.): Temporal Networks. Springer Berlin Heidelberg, Berlin, Heidelberg 2013, ISBN 978-3-642-36460-0, S. 315–329, doi:10.1007/978-3-642-36461-7_16.
- Fakhteh Ghanbarnejad, Rishiraj Saha Roy, Fariba Karimi, Jean-Charles Delvenne, Bivas Mitra (Hrsg.): Dynamics On and Of Complex Networks III: Machine Learning and Statistical Physics Approaches (= Springer Proceedings in Complexity). Springer International Publishing, Cham 2019, ISBN 978-3-03014682-5, doi:10.1007/978-3-030-14683-2.

### Artikel
- Anna Samoilenko, Fariba Karimi, Daniel Edler, Jérôme Kunegis, Markus Strohmaier: Linguistic neighbourhoods: explaining cultural borders on Wikipedia through multilingual co-editing activity. In: EPJ Data Science. Band 5, Nr. 1, Dezember 2016, ISSN 2193-1127, doi:10.1140/epjds/s13688-016-0070-8 (springeropen.com [abgerufen am 20. November 2024]).
- Fariba Karimi, Mathieu Génois, Claudia Wagner, Philipp Singer, Markus Strohmaier: Homophily influences ranking of minorities in social networks. In: Scientific Reports. Band 8, Nr. 1, 23. Juli 2018, ISSN 2045-2322, doi:10.1038/s41598-018-29405-7 (nature.com [abgerufen am 20. November 2024]).
- Fariba Karimi, Philipp Mayr, Fakhri Momeni: Analyzing the network structure and gender differences among the members of the Networked Knowledge Organization Systems (NKOS) community. In: International Journal on Digital Libraries. Band 20, Nr. 3, September 2019, ISSN 1432-5012, S. 231–239, doi:10.1007/s00799-018-0243-0 (springer.com [abgerufen am 20. November 2024]).
- Mitja Steinbacher, Matthias Raddant, Fariba Karimi, Eva Camacho Cuena, Simone Alfarano, Giulia Iori, Thomas Lux: Advances in the agent-based modeling of economic and social behavior. In: SN Business & Economics. Band 1, Nr. 7, 7. Juli 2021, ISSN 2662-9399, doi:10.1007/s43546-021-00103-3 (springer.com [abgerufen am 20. November 2024]).
- Hyunsik Kong, Samuel Martin-Gutierrez, Fariba Karimi: Influence of the first-mover advantage on the gender disparities in physics citations. In: Communications Physics. Band 5, Nr. 1, 13. Oktober 2022, ISSN 2399-3650, doi:10.1038/s42005-022-00997-x (nature.com [abgerufen am 20. November 2024]).
- Fariba Karimi, Aaron Clauset: Abolish ageism in early-career research awards. In: Nature. Band 620, Nr. 7974, 17. August 2023, ISSN 0028-0836, S. 492–492, doi:10.1038/d41586-023-02567-9 (nature.com [abgerufen am 20. November 2024]).
- Jun Sun, Fariba Karimi: Emergence of group size disparity in growing networks with adoption. In: Communications Physics. Band 7, Nr. 1, 19. September 2024, ISSN 2399-3650, doi:10.1038/s42005-024-01799-z (nature.com [abgerufen am 20. November 2024]).